# Dorenda Moore
Dorenda Moore (* vor 1996) ist eine Stuntkoordinatorin, Stuntfrau und Schauspielerin.

## Leben
Dorenda Moore doubelte unter anderem Marina Sirtis in Peace Virus – Die Bedrohung (2002) und Natalie Portman in Thor (2011). Sie absolvierte viele Stunts in Filmen sowie Fernsehserien wie etwa in Alien – Die Wiedergeburt (1997), Planet der Affen (2001), Mr. Deeds (2002) für den sie 2003 eine Taurus-Award-Nominierung als Beste Stuntfrau bekam, Hot Chick – Verrückte Hühner (2002) für den sie ebenfalls 2003 eine zweite Taurus-Award-Nominierung als Beste Stuntfrau bekam, Star Trek (2009) und The Green Hornet (2011) sowie in der Serie Unfabulous (2004–2007). Als Stuntkoordinatorin wirkte sie unter anderem in den Filmen Serial Killing 4 Dummys (2004) und Plane dead – Der Flug in den Tod (2007) sowie in 40 Folgen der Fernsehserie Kamen Rider: Dragon Knight (2008–2010) mit. Für ihre Arbeit in Kamen Rider: Dragon Knight gewann sie 2010 als erste Stuntkoordinatorin überhaupt einen Daytime Emmy Award in der Kategorie Outstanding Stunt Coordination.
Auftritte als Schauspielerin hatte sie in den Filmen Time Tracers (1997), Der Todfeind (1999) und Convent (2000). Fernsehserien, in denen sie spielte, sind Charmed – Zauberhafte Hexen (2001), Star Trek: Enterprise (2003–2005) und Crossing Jordan – Pathologin mit Profil (2005).
Moore ist Gouverneurin der Academy of Arts and Sciences (The Emmy's) Stunt Peer Group. Ebenfalls ist sie Aufsichtsratsmitglied der Stuntwomen’s Association of Motion Pictures. 2009 wurde sie bei den Diamond in the RAW-Action Icon Awards zur Stuntfrau des Jahres gewählt.

## Filmografie

### Als Stuntfrau
- 1996: Im Auftrag des Planeten Nerva (Earth Minus Zero)
- 1997: Die schrillen Vier in Las Vegas (Vegas Vacation)
- 1997: Alien – Die Wiedergeburt (Alien: Resurrection)
- 1997: Time Tracers
- 1999: Meyer Lansky – Amerikanisches Roulette (Lansky, Fernsehfilm)
- 2000: Convent (The Convent)
- 2001: Planet der Affen (Planet of the Apes)
- 2002: Peace Virus – Die Bedrohung (Terminal Error)
- 2002: Mr. Deeds
- 2002: Hot Chick – Verrückte Hühner (The Hot Chick)
- 2004–2007: Unfabulous (Fernsehserie, 11 Folgen)
- 2008: Terminator: The Sarah Connor Chronicles (Fernsehserie, zwei Folgen)
- 2008: House Bunny (The House Bunny)
- 2009: Star Trek
- 2010: Reich und Schön (The Bold And The Beautiful, Fernsehserie, eine Folge)
- 2011: Freundschaft Plus (No Strings Attached)
- 2011: The Green Hornet
- 2011: Thor
- 2011: Pirates of the Caribbean – Fremde Gezeiten (Pirates of the Caribbean: On Stranger Tides)
- 2013: Insidious: Chapter 2
- 2013: The Den
- 2014: Left Behind
- 2015: Vacation – Wir sind die Griswolds (Vacation)
- 2015: Paranormal Activity: Ghost Dimension (Paranormal Activity: The Ghost Dimension)
- 2016: Swiss Army Man
- 2018: Game Shakers – Jetzt geht’s App (Game Shakers, Fernsehserie, eine Folge)

### Als Stuntkoordinatorin (Auswahl)
- 2004: Serial Killing 4 Dummys
- 2007: Plane dead – Der Flug in den Tod (Flight of the Living Dead: Outbreak on a Plane)
- 2008–2010: Kamen Rider: Dragon Knight (Fernsehserie, 40 Folgen)
- 2011: RCVR (Fernsehserie, eine Folge)
- 2014: Partners (Fernsehserie, 10 Folgen)
- 2014–2018: Young & Hungry (Fernsehserie, 64 Folgen)
- 2016–2017: Freakish (Fernsehserie, 20 Folgen)
- 2017: Return of the Mac (Fernsehserie, acht Folgen)
- 2017: You Get Me
- 2018: Culture Clash (Fernsehfilm)

### Als Schauspielerin
- 1997: Time Tracers
- 1999: Der Todfeind (Restraining Order)
- 2000: Convent (The Convent)
- 2001: Charmed – Zauberhafte Hexen (Charmed, Fernsehserie, eine Folge)
- 2003–2005: Star Trek: Enterprise (Fernsehserie, 10 Folgen)
- 2005: Crossing Jordan – Pathologin mit Profil (Crossing Jordan, Fernsehserie, eine Folge)
- 2012: iCarly (Fernsehserie, eine Folge)
- 2013: Sam & Cat (Fernsehserie, eine Folge)
- 2015: Young & Hungry (Fernsehserie, eine Folge)
- 2016: Escape the Night (Fernsehserie, eine Folge)
- 2019: Henry Danger (Fernsehserie, eine Folge)

## Auszeichnungen und Nominierungen
gewonnen
- 2010: Daytime Emmy Award in der Kategorie Outstanding Stunt Coordination für Kamen Rider: Dragon Knight[2]

nominiert
- 2003: Taurus-Award-Nominierung als Beste Stuntfrau für Mr. Deeds[1]
- 2003: Taurus-Award-Nominierung als Beste Stuntfrau für Hot Chick – Verrückte Hühner[1]